# Campionato del mondo rally 1989
Il Campionato del mondo rally 1989 è stata la 17ª edizione del Campionato del mondo rally. Ad aggiudicarsi il titolo piloti fu, per il secondo anno consecutivo, il pilota italiano Miki Biasion su Lancia Delta HF Integrale, mentre il titolo costruttori andò alla Lancia.
La stagione è iniziata il 6 gennaio con il Rally di Svezia ed è terminata il 23 novembre con il rally di Gran Bretagna.

## Risultati
| #  | Data                  | Rally                      | Vincitore        | Vettura                       |
| -- | --------------------- | -------------------------- | ---------------- | ----------------------------- |
| 1  | 6 - 8 gennaio         | Rally di Svezia            | Ingvar Carlsson  | Mazda 323 4WD                 |
| 2  | 21 - 26 gennaio       | Rally di Monte Carlo       | Miki Biasion     | Lancia Delta HF Integrale     |
| 3  | 23 feb. - 4 mar.      | Rally del Portogallo       | Miki Biasion     | Lancia Delta HF Integrale     |
| 4  | 23 - 27 marzo         | Safari Rally               | Miki Biasion     | Lancia Delta HF Integrale     |
| 5  | 23 - 26 aprile        | Rally di Corsica           | Didier Auriol    | Lancia Delta HF Integrale     |
| 6  | 27 maggio - 1º giugno | Rally dell'Acropoli        | Miki Biasion     | Lancia Delta HF Integrale     |
| 7  | 15 - 18 luglio        | Rally della Nuova Zelanda  | Ingvar Carlsson  | Mazda 323 4WD                 |
| 8  | 1 - 5 agosto          | Rally di Argentina         | Mikael Ericsson  | Lancia Delta HF Integrale     |
| 9  | 25 - 27 agosto        | Rally di Finlandia         | Mikael Ericsson  | Mitsubishi Galant VR-4        |
| 10 | 14 - 17 settembre     | Rally d'Australia          | Juha Kankkunen   | Toyota Celica GT-Four         |
| 11 | 8 - 11 ottobre.       | Rally di Sanremo           | Miki Biasion     | Lancia Delta HF Integrale 16v |
| 12 | 29 ott- - 2 nov.      | Rally della Costa d'Avorio | Alain Oreille    | Renault 5 GT Turbo            |
| 13 | 19 - 23 novembre      | Rally di Gran Bretagna     | Pentti Airikkala | Mitsubishi Galant VR-4        |

## Classifiche

Biasion e Siviero festeggiano il successo al Rally di Sanremo, che risulterà decisivo per il titolo piloti.

| Classifica piloti | Classifica piloti | Classifica piloti |
| Pos.              | Pilota            | Punti             |
| ----------------- | ----------------- | ----------------- |
| 1º                | Miki Biasion      | 115               |
| 2º                | Alex Fiorio       | 65                |
| 3º                | Juha Kankkunen    | 60                |
| 4º                | Mikael Ericsson   | 50                |
| 5º                | Didier Auriol     | 50                |
| 6º                | Kenneth Eriksson  | 47                |
| 7º                | Ingvar Carlsson   | 41                |
| 8º                | Carlos Sainz      | 39                |
| 9º                | Markku Alén       | 27                |
| 10º               | Alain Oreille     | 26                |

| Classifica costruttori | Classifica costruttori | Classifica costruttori |
| Pos.                   | Scuderia               | Punti                  |
| ---------------------- | ---------------------- | ---------------------- |
| 1º                     | Lancia                 | 140                    |
| 2º                     | Toyota                 | 101                    |
| 3º                     | Mazda                  | 67                     |